# خوان إجناثيو جونثاليث ديل كاستييو
خوان إجناثيو جونثاليث ديل كاستييو (قادش، السادس عشر من فبراير (شباط) عام 1763 - الرابع عشر من سبتمبر (أيلول) عام 1800) كوميدي اسباني.

## السيرة الذاتية
جونثاليث وخوانا كاستيو أسرة من فقراء النبلاء، اشتغل ملقنًا في مسرح قادش العام؛ هناك أيضًا عرض أشهر مسرحياته للمرة الأولى. في عمر السادسة عشر، أصبح المؤلف المفضل لدي جمهور قادش. كان من تلامذته (خوان نيكولاس). تزوج من (أنا بنتيز)، تعرض للاضطهاد بسبب اعتقاد أنه مؤيد للثورة الفرنسية، لكن ميوله الليبرالية كانت تقتصر فقط علي بعض الجمل في قصيدة (لا جاليادا) والمسرحية التراجيدية (نوما) والأم في مسرحية (الأم المنافقة) على الآباء الذين يضعون بناتهم ف مرتبة الراهبات بدون وظيفة وكان هذا أمراً شائعًا بين المستنيرين في هذا الوقت، توفي بالطاعون عام 1800 ودفنته أبرشية (سان أنطونيو) بالصدقة في مقابر (سان خوسيه) خارج المدينة.

## الأوبرا الدرامية
كتب 44 عرض مسرحي من نوع (ساينتيس) عرضوا بعد وفاته عام 1812 في جزيرة ليون، بعد ذلك أربع مجلدات لأدولفو دي كاسترو عام 1845، كتب أيضا العديد من المسرحيات الكوميديه مثل (المحبوبة الفخورة)، (شغف متهور يسبب ضرر كبير) و(الأم المنافقة)، وقام بتجربة موسيقي (الثارثويلا) مع عرض (الانتقام المحبط)
زود مسرح قادش الرئيسي عددا من المسرحيات من نوعه المفضل (ساينتيس) عندما كان ملقن مسرحي يجلب العظمة الاندلوسية، التي كانت موجودة بالفعل في الادب و الفلكلور للعروض، لهذا السبب يمكن اعتباره تقدما في العروض الرومنسيه التقليدية، ومع ذالك، كان يهمين عليه النقد الاجتماعي الاكثر قسوة، فالأمر إذا لم يكن فقط مسألة عادات راسخة، لكنه كان محمل بالنقد المستنير و مبادئ الليبرالية، بلغة السخرية والمقارنات والاستعارات.
الإهانات، والتناقضات بين النص، والنغمات، والإيماءات، وحركات الممثلين، واستخدام التلاعبات اللغوية من قِبَل غير الغجر (البايوس). لا تغيب الموسيقى، وتكثر الرقصات والأغاني. يتم غناء أغنيات شعبية مثل "التيرانا"، "التونادا"، "التونادييا"، "السيغيديجا"، و"رومانسيات العميان".
مسرحه يعتمد على التناقضات الثنائية: المدينة مقابل الريف، الحِرفي ضد باقي المهن الحضرية وضد الغير غجر (البايو)، والفتاة الشعبية (الماخا) ضد الأرستقراطي المتأنق (البيتيميتري)، الذي كان يُعتبر تجسيدًا للسلطة البرجوازية الجديدة. يمكن تصنيف مسرحه إلى:
• مشاهد هزلية ساخرة عن الشخصيات الريفية التقليدية (مثل العمدة، النبيل الريفي، أو الغير غجري - البايو) التي لا تتحدد بالريفية فقط، مثل البخيل أو الوصي، العجوز المتفاخر والشخص المتباهي، المحامي والجندي المتفاخر. ومن الأعمال: متدرب مصارع الثيران، اللاعبون، خدعة المنديل، والجندي تراجابالاس.
• مشاهد كوميدية، مثل "العصي المرغوبة" و"إيصال الخادم".
• مشاهد وصفية لبيئة ريفية، أو بيئة شعبية حضرية، أو بيئة مسرحية. مثل: "الطبيعيون المتضادون"، "الرقصة التعيسة"، "بيت الجيران"، و"الكوميديون الجوالون".
• مشاهد ساخرة عن عادات البيئة الحضرية، والعادات الشعبية الحضرية، وطبقات المجتمع العليا. على سبيل المثال: "مقهى قادس"، "زفاف العالم الجديد"، "السادة المُهانون"، و"المرافق البديل".
• مشاهد جدلية، مثل "الأدباء" و"الطبيب الشاعر".
يُعتبر، جنبًا إلى جنب مع المدريدي "رامون دي لا كروز"، من أبرز مؤلفي نوع "السينايتسكو" في القرن الثامن عشر.

## الأوبرا
الأعمال الكاملة، إصدار ل. كانو، مدريد: ورثة هيرناندي، 1914، 3 مجلدات.

## وصلات خارجية
روميرو فيرير، ألبرتو (2018). «خوان إغناثيو غونثاليث ديل كاستيو». القاموس البيوغرافي الإسباني. الأكاديمية الملكية للتاريخ
1. ↑  مذكور في: المكتبة المفتوحة. مُعرِّف المكتبة المفتوحة (OLID): OL1722176A. باسم: Juan Ignacio González del Castillo. الوصول: 9 أكتوبر 2017. المُؤَلِّف: آرون سوارتز. لغة العمل أو لغة الاسم: الإنجليزية.
2. ↑  مذكور في: المكتبة الافتراضية ميغيل دي ثيربانتس. معرف شخص في المكتبة الافتراضية ميغيل دي ثيربانتس: 2587. باسم: Juan Ignacio González del Castillo. الوصول: 9 أكتوبر 2017. لغة العمل أو لغة الاسم: الإسبانية.
3. ↑  مذكور في: المُعرِّف متعدِد الأوجه لمصطلح الموضوع. المُعرِّف مُتعدِد الأوجه لمُصطلح الموضوع (FAST): 182743. باسم: Juan Ignacio González del Castillo. الوصول: 9 أكتوبر 2017.
4. ↑  مذكور في: الشبكات الاجتماعية وسياق الأرشيف. مُعرِّف الشبكات الاجتماعية ونظام المحتوى المؤرشف (SNAC Ark): w62v72dx. باسم: Juan Ignacio González del Castillo. الوصول: 9 أكتوبر 2017. لغة العمل أو لغة الاسم: الإنجليزية.
5. ↑  مذكور في: استنادات المكتبة الوطنية الفرنسية. مُعرِّف المكتبة الوطنية الفرنسية (BnF): 10116179j. باسم: Juan Ignacio González del Castillo. المُؤَلِّف: المكتبة الوطنية الفرنسية. لغة العمل أو لغة الاسم: الفرنسية.
6. ↑  مذكور في: قاموس السيرة الذاتية الإسبانية. مُعرِّف فهارس التَّراجم الإسبانية: 11048/juan-ignacio-gonzalez-del-castillo. باسم: Juan Ignacio González del Castillo. الوصول: 9 أكتوبر 2017. الناشر: الأكاديمية الملكية للتاريخ. لغة العمل أو لغة الاسم: الإسبانية. تاريخ النشر: 2011.